# Metropolia xi’ańska
Metropolia xi’ańska – metropolia Kościoła rzymskokatolickiego w Chińskiej Republice Ludowej. Erygowana w dniu 11 kwietnia 1946 roku. W skład metropolii wchodzi 1 archidiecezja i 5 diecezji.
W skład metropolii wchodzą:
- Archidiecezja xi’ańska
  - Diecezja Fengxiang
  - Diecezja Hanzhong
  - Diecezja Sanyuan
  - Diecezja Yan’an
  - Diecezja Zhouzhi